# Sitona lineatus
La sitona del pisello (Sitona lineatus (Linnaeus, 1758) è un piccolo coleottero della famiglia dei Curculionidi.

## Biologia
Gli adulti e le larve di S. lineatus si nutrono, rispettivamente, delle foglie e delle radici delle piante di pisello.